# Бразилска католичка апостолска црква
Бразилска католичка апостолска црква (португалски: Igreja Católica Apostólica Brasileira, скраћено ICAB) је независна католичка хришћанска црква коју је 1945. године основао екскомуницирани бразилски католички бискуп Карлос Дуарте Коста. Бразилска католичка апостолска црква највећа је независна католичка црква у Бразилу, са 560.781 чланом према подацима из 2010. године и 26 бискупија од 2021. године; на међународном нивоу има додатних 6 епархија и 6 провинција. Њоме управља председник бискуп и Епископско веће. Њен тренутни председник Епископског савета је Хосивалдо Переира де Оливеира. Управа цркве је у Бразилији у Бразилу.
Бразилска католичка апостолска црква је матична црква међународне заједнице која се назива Светска заједница католичких апостолских цркава, мада нема доказа о недавним активностима.